# Dead Can Dance (album)
Dead Can Dance är musikgruppen Dead Can Dances debutalbum, släppt 1984 på 4AD Records. 
Albumet skiljer sig mycket från gruppens senare skivor. Instrumenten är gitarrer, bas och trummor samt det distinkta soundet av yangqin spelat av Lisa Gerrard. Albumet har klassats som postpunk eller goth.

## Låtlista
1. "The Fatal Impact" – 3:21
2. "The Trial" – 3:42
3. "Frontier" – 3:13
4. "Fortune" – 3:47
5. "Ocean" – 3:21
6. "East of Eden" – 3:23
7. "Threshold" – 3:51
8. "A Passage in Time" – 4:03
9. "Wild in the Woods" – 3:46
10. "Musica Eternal" – 3:52

### Garden of the Arcane Delights
Följande spår släpptes ursprungligen som EP:n Garden of the Arcane Delights (1984) och inkluderades i albumets CD-utgåva:
1. "Carnival of Light" – 3:31
2. "In Power We Entrust the Love Advocated" – 4:11
3. "The Arcane" – 3:49
4. "Flowers of the Sea" – 3:28